# Sändtagare

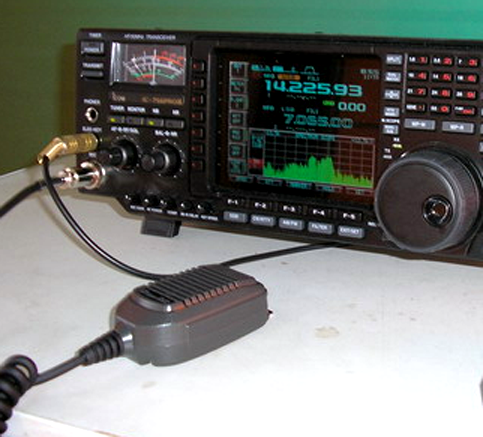
Sändtagare för amatörradio.

Sändtagare (engelska: transceiver) är en kombinerad radiosändare och radiomottagare, det vill säga en enhet (utrustning) som både kan sända och ta emot radiosignaler, vanligen med gemensam antenn. Dito ingår i exempelvis mobiltelefoner, kommunikationsradio och i utrustning för trådlösa nätverk med mera.
Benämningarna är en sammanslagning av ”sändare” (transmitter) och ”mottagare”  (receiver).
Typiskt används ordet för små radiosändare, till exempel walkie-talkie eller jaktradio, men även för kortvågsradiostationer som många radioamatörer har hemma. Även personlig lavinsökare kallas ibland sändtagare, eftersom den kan både sända (normal-läge) och ta emot (sökläge).  Det ursprungligen engelska ordet används på en del andra språk även för telefonlur eller mobiltelefon.
Benämningen transceiver används även inom data- och telekommunikation för sändar/mottagarmoduler, oftast optiska. Dessa finns i olika formfaktor, bland annat GBIC, mini-GBIC även benämnd SFP.[källa behövs]